# استپ اوراسیا

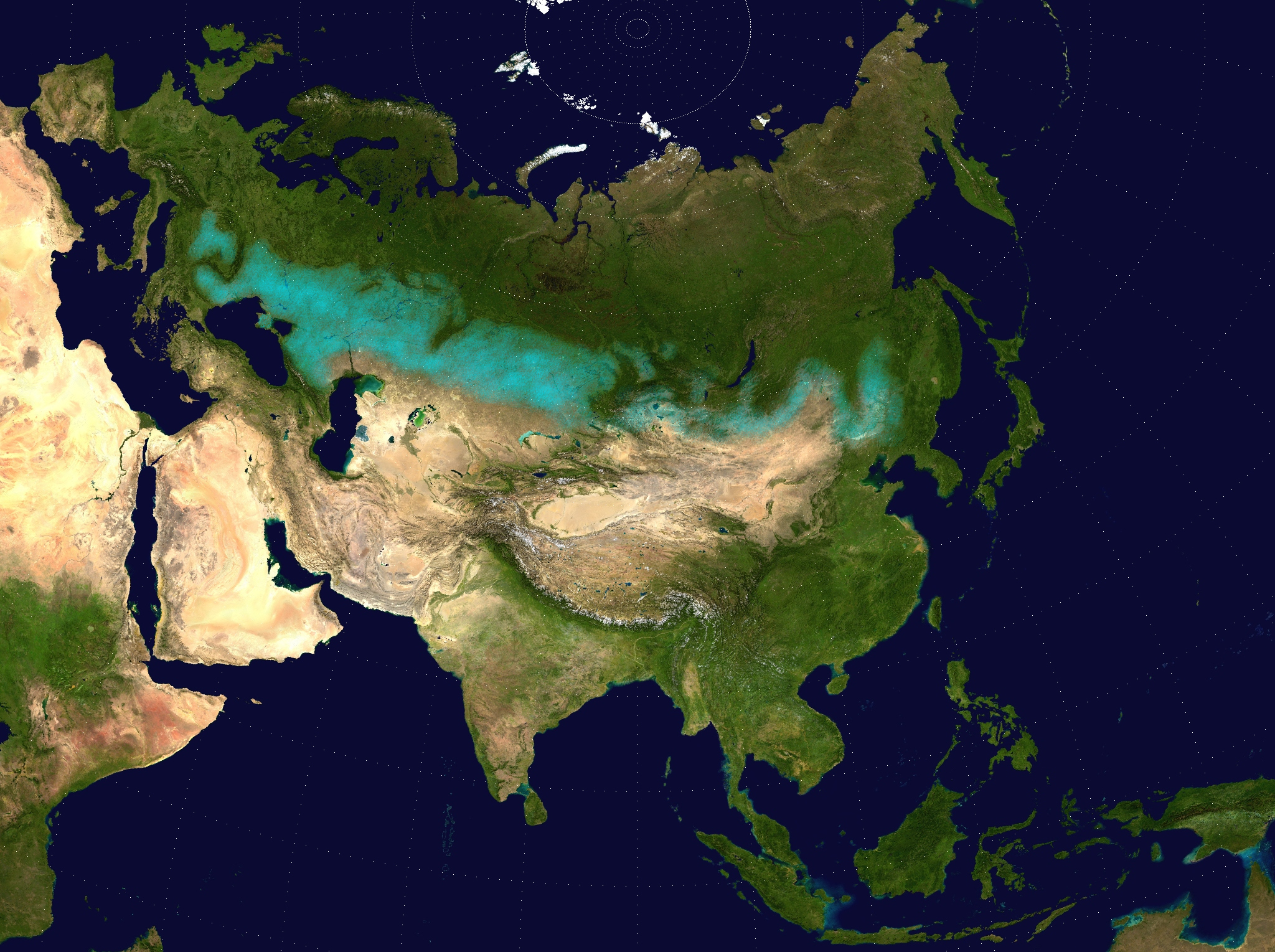
کمربند استپ اوراسیا

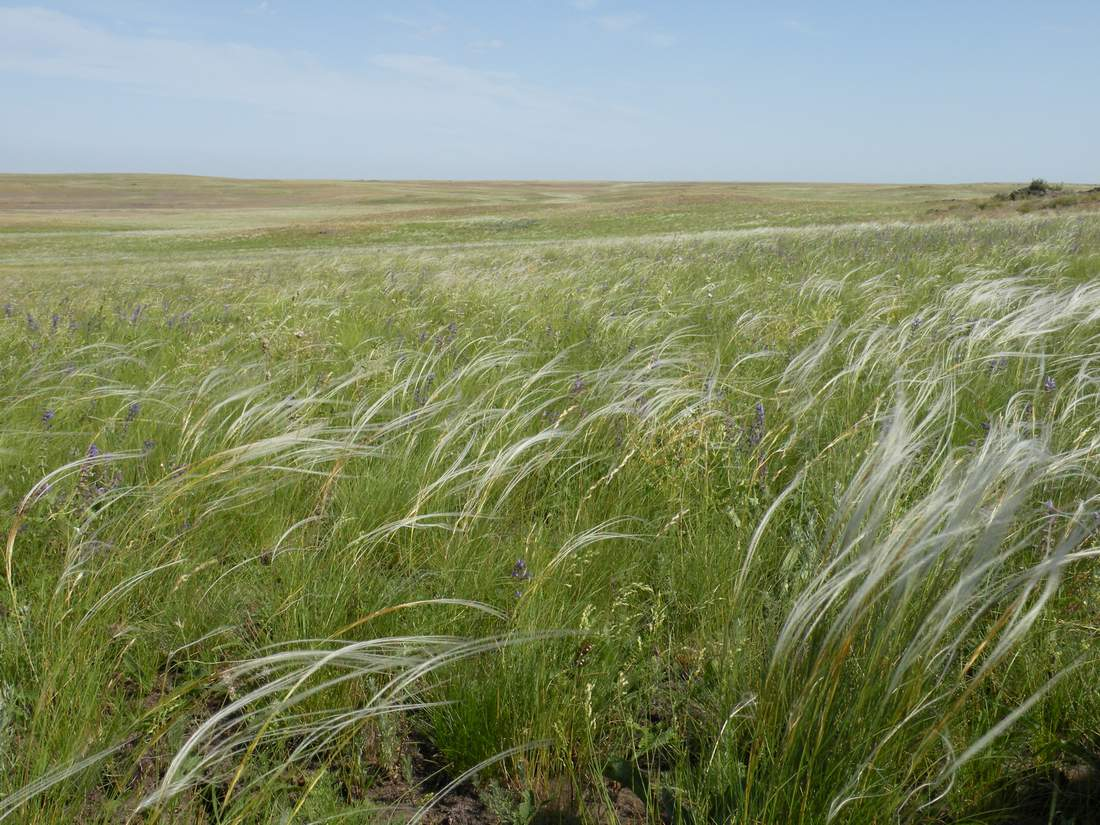
استپ‌های روسیه در استان اورنبورگ

استپ اوراسیا (انگلیسی: Eurasian Steppe) که استپ بزرگ (سبزدشت بزرگ) نیز نامیده می‌شود، ناحیه بوم‌شناختی استپی وسیعی در اوراسیا است که در زیست‌بوم چمن‌زارها، ساوان‌ها و درختچه‌زارهای معتدل قرار دارد. این استپ از رومانی و مولداوی به سمت اوکراین، روسیه، قزاقستان، سین‌کیانگ و مغولستان تا منچوری کشیده شده‌است و یک برون‌بوم (استپ پانونی یا پوستزا) که عمدتاً در مجارستان واقع شده‌است.

## مهاجرت آریایی‌ها
مسئله ورود مهاجران آریایی به فلات ایران همواره از اهمیت زیادی بر خوردار بوده‌است اگرچه تحقیقات زبان‌شناسی و باستان‌شناسی نتوانست به‌طور قطع به مجادله پیرامون این بحث پایان دهد اما تحقیقات ژنتیک جمعیت‌ها به ویژه ژنتیک باستانی تا حدی توانست دربارهٔ منشأ، مهاجرت، و تأثیرات ژنتیکی این مهاجران بر خزانه ژنتیکی ایرانیان را ارائه دهد. پژوهش در مورد استخوان‌های باستانی محوطه گوهر تپه جنوب شرق مازندران که منتسب به عصر آهن هست و مقایسه شناساگرهای ژنتیکی عصر آهن این محوطه با مردمان پیش از عصر آهن و ساکنین امروزی این منطقه در کنار مرور اجمالی نتایج ژنتیک باستانی مردمان ایرانی که توسط متخصصان انجام شده تأیید می‌کند که با وجود اینکه تأثیرات جمعیت‌های که در طول تاریخ آریایی خوانده شدند بر خزانه ژنتیکی بومیان ایران قابل توجه نبوده ولی نمی‌توان اثرات فرهنگی و زبانی این اقوام را نادیده گرفت.

مهاجرت هندواروپاییها از استپ اوراسیا (سبزدشت بزرگ)، واقع در جنوب روسیه و ورود به منطقه فلات ایران و جایگیری به عنوان اقوام ماد، پارس، کوچ‌نشینان‌پارت